# MASHIRO
MASHIRO（ましろ、12月20日 -）は、日本のイラストレーター、アイロンビーズ作家、タレント。芸能事務所シンクバンク所属。

## 経歴
「ノスタルジィ＊POP」をコンセプトに、2002年よりフリーランス活動を開始。ティーン向けファッション誌、こども向け教材などでイラストや粘土小物、アイロンビーズの制作を手掛ける。
アイロンビーズアートの第一人者として様々な媒体でイラストを制作している。本人は「アイロンビーズの楽しさを世の中に広めるための活動をしている」とブログで語っている。
メディアにも取り上げられ、現在はタレント（文化人）としても活動している。
『アイビーズ』（株式会社バンダイ）シリーズ3商品監修。定番商品としてその後シリーズ化。
『MASHIRO★ノスタルジィ＊POPセット』（株式会社カワダ）の制作・プロデュースを担当。
2006年に監修、制作を手掛けた『パーラービーズHAPPYアイデアブック』（宝島社）が発売。
株式会社カワダ・パーラービーズ作品コンテストの審査員（MASHIRO★賞）を務める。
アイロンビーズの輪を広げるための教室、イベント活動の他、ビジネス書、小説の装丁画なども手掛ける。
最近では、メーカー時代の実務経験や商品プロデュースのノウハウを活かしたキャラクター商品企画開発のコンサルやウエディング分野へ進出し、ウェルカムボードの受注制作も行っている。
2020年の東京オリンピックに向けてクールジャパンアートとして日本一の宝石鑑定士・工藤直一(日本宝石特許鑑定協会代表)とダイヤモンドのウェルカムボードのコラボレーションもしている。

## 受賞歴
- 第146回イラストレーション誌「ザ・チョイス」入選　佐野研二郎・選
- FUNKY802 digmeout 最終選考